# Centre d'arts escèniques de Tel-Aviv
El Centre d'arts escèniques de Tel-Aviv (en hebreu: המשכן לאומנויות הבמה) és un centre d'arts escèniques que es troba en l'Avinguda del Rei Saül, en la ciutat de Tel-Aviv, a Israel. Va ser dissenyat per l'arquitecte israelià Jacob Rechter. Obert al públic en 1994, el centre és la llar de la nova Opera Nacional d'Israel, i del Teatre Cámeri, que rep gairebé un milió de visitants a l'any. El complex es troba al costat de la biblioteca municipal central i del Museu d'Art de Tel-Aviv, amb el parc Dubnow just en la part posterior del centre. L'espai acull una gran varietat d'espectacles com la dansa, la música clàssica, òpera i jazz, així com exposicions de belles arts.